# Cid Teixeira
Cid José Teixeira Cavalcante (Salvador, 11 de novembro de 1924 - Salvador, 21 de dezembro de 2021) foi um historiador, advogado e professor brasileiro, notável contador das histórias e memórias da Bahia.

## Vida
Nascido na Ilha de Maré, cidade de Salvador, foi o primeiro dos cinco filhos de Cidália e José, foi chamado Cid José, porém ficou mesmo conhecido como Cid Teixeira. Estudou no antigo Ginásio da Bahia (1936-1943) e formou-se em direito pela Universidade Federal da Bahia, onde estudou entre 1944 e1948. Entretanto, jamais foi advogado. Desde cedo dedicou-se ao estudo de História, como funcionário do Instituto Geográfico e Histórico da Bahia. Ali iniciou-se em pesquisas, como copista de documentos. Já em 1944, começou a carreira de magistério secundário, sendo admitido, dois anos depois, enquanto ainda estudava de Direito, como auxiliar de ensino da Escola de Belas Artes da UFBA, na cadeira de História da Arte.
Em 1949, fez concurso para rede estadual de ensino secundário e, logo em seguida, para livre docente na Universidade da Bahia. Desde então, esteve dedicado ao magistério universitário de História na Faculdade de Filosofia e Ciências Humanas da UFBA e na UCSal.
Foi também diretor da Fundação Gregório de Mattos e implantou o Serviço de Rádio Educação do Instituto de Radiodifusão Educativa da Bahia. Atuou como jornalista em vários periódicos de Salvador e tem centenas de artigos publicados em jornais e revistas, além de vários livros editados.
Desde março de 1993, ocupou a cadeira de número 19 da Academia de Letras da Bahia. A frase escrita no epitáfio de Afrânio Peixoto é usada por Cid Teixeira para se autodefinir: “Ensinou, escreveu, nada mais lhe aconteceu”. Em 2013, aos 88 anos, recebeu a comenda 2 de Julho, concedida pela Assembleia Legislativa da Bahia.
Cid Teixeira faleceu em 21 de dezembro de 2021, aos 97 anos, enquanto dormia em sua casa, no bairro da Pituba, em Salvador. As causas de sua morte não foram divulgadas.

## Livros publicados
- História da Armação
- O Morgado em Portugal e no Brasil
- Bahia em Tempo de Província (1986)
- Nordeste Histórico e Monumental (1991), com Clarival do Prado Valladares, Kátia do Prado Valladares e Marcos Antônio do Prado Valladares.
- História do Petróleo na Bahia (2010), com Daniel Rebouças Carvalho e Fernando Oberlander
- História da Energia Elétrica na Bahia. Salvador: EP&P, 2005.
- História da Mineração na Bahia
- Caminhos, Estradas e Rodovias
- Histórias, Minhas e AlheiasSalvador: EP&P, 2002
- "As grandes doações do 1º governador. Terras do Rio Vermelho ao Rio Joanes: Conde da Castanheira, Garcia D’Ávila e Senado da Câmara". In: TEIXEIRA, Cydelmo (coord.). A Grande Salvador. Posse e Uso da Terra. Projetos Urbanísticos Integrados. Coleção projetos urbanísticos integrados. Salvador: Governo do Estado da Bahia, 1978. Capítulo III.
- Salvador: História Visual. Salvador: Correio da Bahia, 2001